# Phaeoura exoticaria
Phaeoura exoticaria là một loài bướm đêm trong họ Geometridae.